# Milpoleta
Milpoleta är en ort i Mexiko.   Den ligger i kommunen Chamula och delstaten Chiapas, i den sydöstra delen av landet, 700 km öster om huvudstaden Mexico City. Milpoleta ligger 2 394 meter över havet och antalet invånare är 889.
Terrängen runt Milpoleta är kuperad. Runt Milpoleta är det tätbefolkat, med 550 invånare per kvadratkilometer. Närmaste större samhälle är San Cristóbal de las Casas, 5,0 km söder om Milpoleta. I omgivningarna runt Milpoleta växer huvudsakligen savannskog.